# سكوت غولت
سكوت غولت (بالإنجليزية: Scott Gault)‏ هو مجدف أمريكي، ولد في 31 يناير 1983 في بيركيلي في الولايات المتحدة.

## وصلات خارجية
- سكوت غولت على موقع الاتحاد الدولي للتجديف (الإنجليزية)
- سكوت غولت على موقع اللجنة الأولمبية الدولية (الإنجليزية)
- سكوت غولت على موقع أوليمبيديا (الإنجليزية)